# 1870
Cette page concerne l'année 1870 (MDCCCLXX en chiffres romains) du calendrier grégorien.
L'année 1870 est une année commune qui commence un samedi.

## Événements

### Afrique
- 22 janvier : Lobengula (v. 1833-1894) s’empare du pouvoir au Matabélé après deux ans de guerre civile après la mort de son père Mosélékatsé, roi des Ndébélé (Zimbabwe)[1].
- 19 mars : l’expédition de Georg August Schweinfurth dans le Bahr el-Ghazal, au Soudan (1870-1871) découvre la rivière Uele[2].

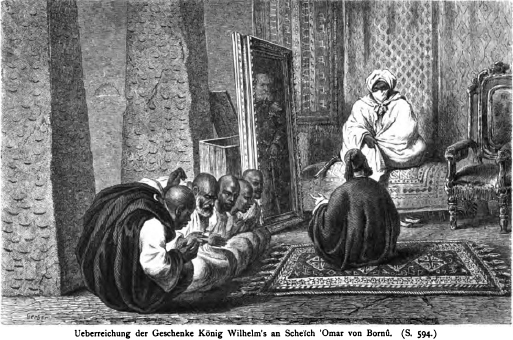
Gustav Nachtigal donne des cadeaux de la part de Guillaume Ier au Shehu Umar de Borno le 6 juillet 1870.

- 6 juillet : Nachtigal atteint Kuka, capitale du Bornou[3].
- 7 octobre : début du règne de Seyyid Barghash ibn Saïd, sultan de Zanzibar (fin le 26 mars 1888)[4].
- Grande « famine des calebasses »[5] et épidémies dans tout le Sahel[6].
- Révolte du Baguirmi, vassal du Ouadaï (Tchad). La capitale Massenya est détruite et 35 000 Baguirminéens sont emmenés comme esclaves. Le mbang Mohammed abou-Sekkine réussit à s’enfuir. Pendant quatre ans, un de ses cousins dirige le Baguirmi, mais à la mort d’Ali, sultan du Ouadaï, Mohammed reprendra le pouvoir (1874-1884)[7].
- Le royaume de Louba (Zambie) est déchiré par une guerre de succession entre les cinq fils du roi Ilunga Kabale à la mort de leur père. L’un d’eux, Kasongo Kalombo, en sort victorieux, mais la puissance louba décline rapidement, car le souverain ne peut s’opposer à la pénétration des marchands arabes de la côte orientale et à celle des trafiquants nyamwezi[8].

#### Afrique du Nord
- 9 mars : le Corps législatif impérial met un terme à l’administration militaire en Algérie française, consacrant l’établissement du régime civil et la suppression des Bureaux arabes. De nouvelles tensions éclatent entre indigènes et colons. Un notable algérien, Mohamed El Mokrani, qui refuse d’obéir à des civils, démissionne de son titre de bachagha[9]. Il déclenche en mars 1871 la plus importante insurrection et la dernière grande révolte d'Algérie durant la colonisation française.
- 29 mars-25 avril, Algérie : une expédition conduite dans le Sud-Oranais par le général de Wimpffen porte un sérieux coup à la rébellion des Doui-Menia sur les bords de l’oued Guir (15 avril) et à Aïn Chaïr (25 avril)[10].
- 30 mars : le général américain Stone, originaire du Massachusetts, est nommé chef de l’état-major de l’armée égyptienne[11] (fin en 1883).
- 10 août : l’Algérie est proclamée en état de siège[12].
- 25 septembre : après l’instauration de la République à Paris, un Comité consultatif de Défense nationale est constitué à Alger sous la présidence du Préfet[13].
- 24 octobre : décrets du Gouvernement provisoire mettant notamment fin au gouvernement militaire en Algérie, pour le remplacer par une administration civile, et accordant la nationalité française aux Juifs d'Algérie, sous l'appellation de décret Crémieux[14]. La très ancienne communauté juive d’Algérie se trouve séparée des musulmans et bientôt exposée à l’antisémitisme qui gagne les colons. Le décret Crémieux permet la promotion d’une communauté en majorité pauvre et augmente la population française d’Algérie de 37 000 nouveaux citoyens.
- 28 octobre : commune d’Alger. Le gouverneur provisoire Walsin-Esterházy forcé à démissionner, doit s’embarquer de force pour la France sous la pression du maire d’Alger Romuald Vuillermoz appuyé par la population et la garde nationale. Le 8 novembre, le comité de défense et le conseil municipal déclarent Vuillermoz « commissaire civil par intérim ». Le gouvernement de Tours ne confirme pas cette nomination et Charles du Bouzet est nommé commissaire de la république le 16 novembre[15].
- 15 novembre, Algérie : la tribu des Sahari, près de Biskra, chasse son caïd et constitue une « chertya », assemblée souveraine de douze membres[9].
- Après 1870, la France renonce à son droit de suite aux confins de la frontière algéro-marocaine. L’influence française marque un recul en Afrique du Nord au lendemain de sa défaite face à l’Allemagne. Alger n’assure plus son rôle de police des frontières qui sont désormais placés sous la responsabilité du makhzen[16].
- 36 écoles franco-arabes en Algérie[17].

### Amérique

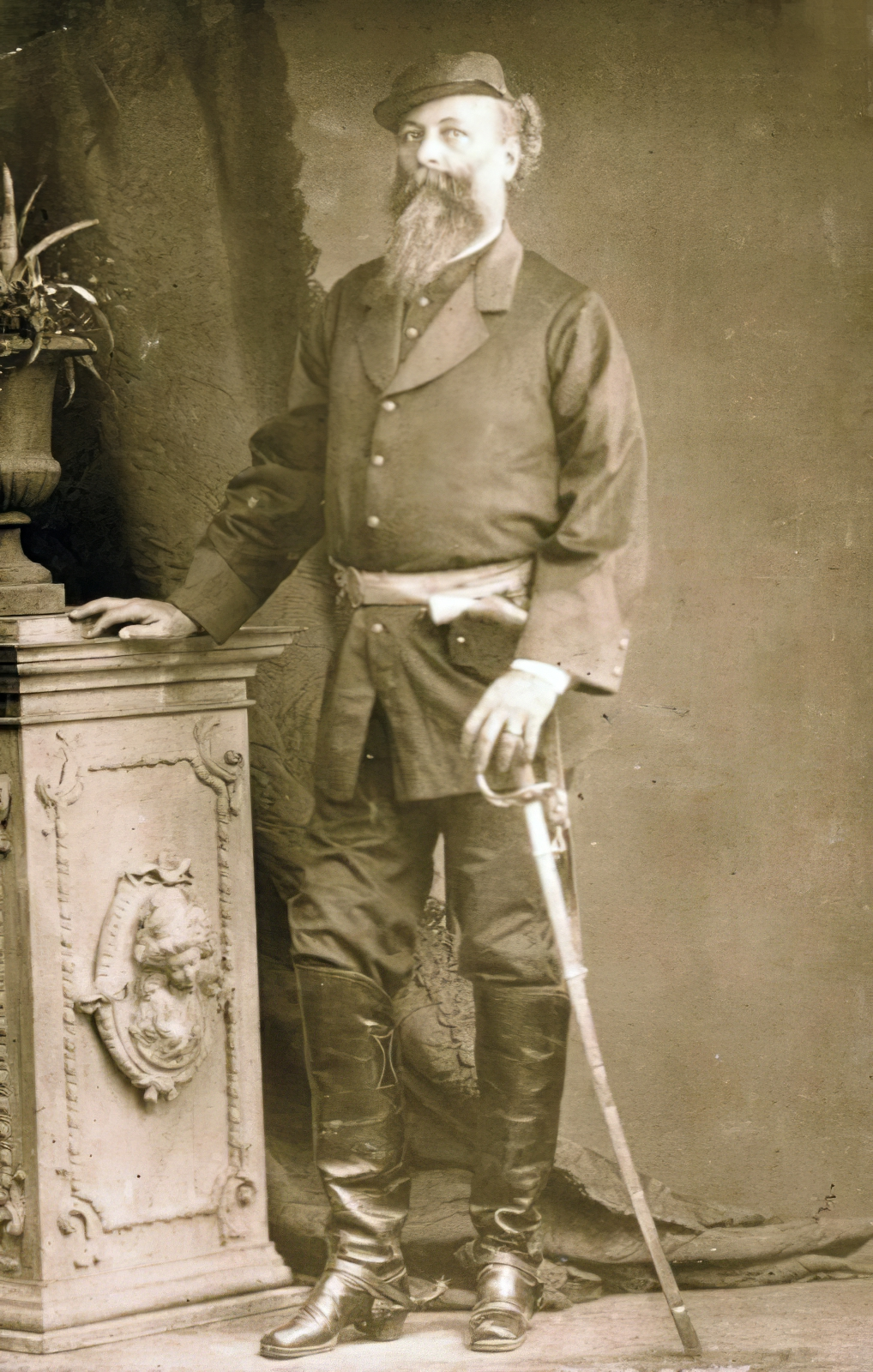
Antonio Guzmán Blanco en 1872

- 14 février - 27 avril : Revolución de Abril au Venezuela. Le président du parti de restauration Antonio Guzmán Blanco (1829-1899) s’empare du gouvernement au Venezuela, grâce à l’appui des libéraux dirigés par l’aristocratie de Caracas. Soutenu par le monde paysan pour s’être publiquement prononcé contre l’oligarchie, il finira par gouverner en faveur de l’oligarchie pendant dix-neuf ans de dictature (fin en 1888)[18].
- 1er mars : fin de la guerre de la Triple Alliance. Défaite définitive de l’armée paraguayenne à la bataille de Cerro Corá contre les armées coalisées de l’Uruguay, de l’Argentine et du Brésil. Le président Lopez, fait prisonnier, est exécuté[19]. La guerre a réduit de deux tiers la population du Paraguay, qui exsangue, survit grâce à la division de ses vainqueurs. Il perd un tiers de son territoire au profit de l’Argentine et du Brésil. Les alliés lui imposent une nouvelle Constitution qui réduit les attributions du président.
- 5 mars : Timoteo Aparicio passe le rio Uruguay par le Salto. Début d’une guerre civile en Uruguay[20]. Le président colorado Lorenzo Batlle, en maintenant totalement à l’écart de la vie politique le parti Blanco, provoque un soulèvement dirigé par le général Timoteo Aparicio (es) (Révolution des Lances). La guerre civile ne prend fin qu’en 1872.
- 1er avril : Eustorgio Salgar est élu président des États-Unis de Colombie[21].
- 11 avril : assassinat de Justo José de Urquiza, signifiant la disparition de l’opposition fédérale en Argentine[22]. Début d'un processus chaotique d’unification nationale (fin en 1880).
- 27 avril : coup d’État au Costa Rica. Tomás Guardia prend le pouvoir (1870-1882)[23].
- 12 mai : acte du Manitoba ; création de la nouvelle province du Manitoba au Canada[24].
- 21 mai : l’expédition de Wolseley quitte Toronto pour combattre la rébellion de la rivière Rouge au Manitoba[25].
- 13 juin : création de l’école normale de Paraná en Argentine pour former les maîtres d’école[26]. Elle se reconvertira en vivier pour les futurs gouvernants.
- 27 juin : décret instaurant une instruction publique laïque, gratuite et obligatoire au Venezuela[18].
- 4 juillet : loi Moret d’abolition de l’esclavage dans les colonies espagnoles[27].
- 24 août : fin de la rébellion de la rivière Rouge au Canada. Louis Riel s’enfuit aux États-Unis[28].
- 3 novembre : ouverture d’un club républicain à Rio de Janeiro. Il publie un manifeste le 3 décembre[29].

### Asie et Pacifique
- 31 janvier : la société Indo-European Telegraph Company, fondée en 1867, relaie désormais Londres, Odessa, Tiflis, Tabriz et Téhéran[30]. Les frères Siemens s’implantent en Perse. Le développement des moyens de communication profite au chah pour gouverner son pays, mais expose la Perse aux ambitions européennes.
- 3 février : décret impérial sur la Proclamation de la Grande Doctrine[31]. Le shintô devient religion d’État au Japon.
- 15 février : l’Alliance israélite universelle ouvre la première école agricole à « Mikvé-Israël », dans l’arrière pays de Jaffa, à l’instigation de Charles Netter, un de ses fondateurs[32]. Les autorités ottomanes octroient des terres à l’Alliance. De cette école vont sortir des générations d’agriculteurs juifs qui sauront faire « fleurir le désert ».
- 9 avril : loi agraire De Waal qui autorise la mise en valeur des terres incultes en Indonésie par des particuliers aux Indes orientales néerlandaises[33]. La loi sur le sucre du 21 juillet[34] prévoit la disparition progressive de cette culture d’État entre 1878 et 1891.
- 21 juin : massacre de Tientsin (aujourd’hui Tianjin) en Chine. Des étrangers dont des Français, et des Chinois convertis sont massacrés et mutilés par la foule chinoise[35]. Le développement des activités missionnaires, notamment catholique, crée des tensions. La France menace d’entrer en guerre. Ce massacre marque la fin de la politique de coopération entre les occidentaux et l’empire Qing.
- 23 juin : première liaison télégraphique entre Bombay et Londres[36].
- 6 septembre : les dernières troupes britanniques en poste quittent l’Australie[37].

### Europe
- 2 janvier : formation en France du ministère Ollivier, partisan des réformes libérales[38].
- 7 avril : les associations ouvrières de Cisleithanie obtiennent le droit de coalition et le droit de grève à la suite d'une manifestation importante[39].
- 12 avril : cabinet libéral Potocki en Autriche-Hongrie[40].
- 20 avril, France : un sénatus-consulte met en œuvre une véritable Constitution pour un empire libéral[38].
- 8 mai, France : plébiscite approuvant la nouvelle constitution avec 7 358 000 oui (69 %), 1 572 000 non et 1 894 000 abstentions[38].
- 26 mai : un officier bulgare, Vasil Levski, retourne en Bulgarie où il met en place l’Organisation interne révolutionnaire[41]. Elle lutte pour une fédération balkanique sur des bases démocratiques.
- 5 juin : incendie du quartier de Pera, au nord d’Istanbul. Il est reconstruit selon de nouveaux alignements avec des équipements modernes[42].
- 19 - 26 juin : congrès de Barcelone. Fondation de la Fédération régionale espagnole, branche de l’Internationale[43].
- 13 juillet : dépêche d’Ems, envoyée par Bismarck, Premier ministre prussien, à Napoléon III, pour inciter la France à déclarer la guerre, et faire ainsi jouer l’alliance défensive qui lie les États allemands du Sud à ceux du Nord[38].
- 18 juillet : constitution Pastor Æternus. Le concile Vatican I (décembre 1869 à octobre 1870) définit le dogme de l'infaillibilité pontificale[44].
- 19 juillet : déclaration de guerre de l'Empire français au royaume de Prusse[38].

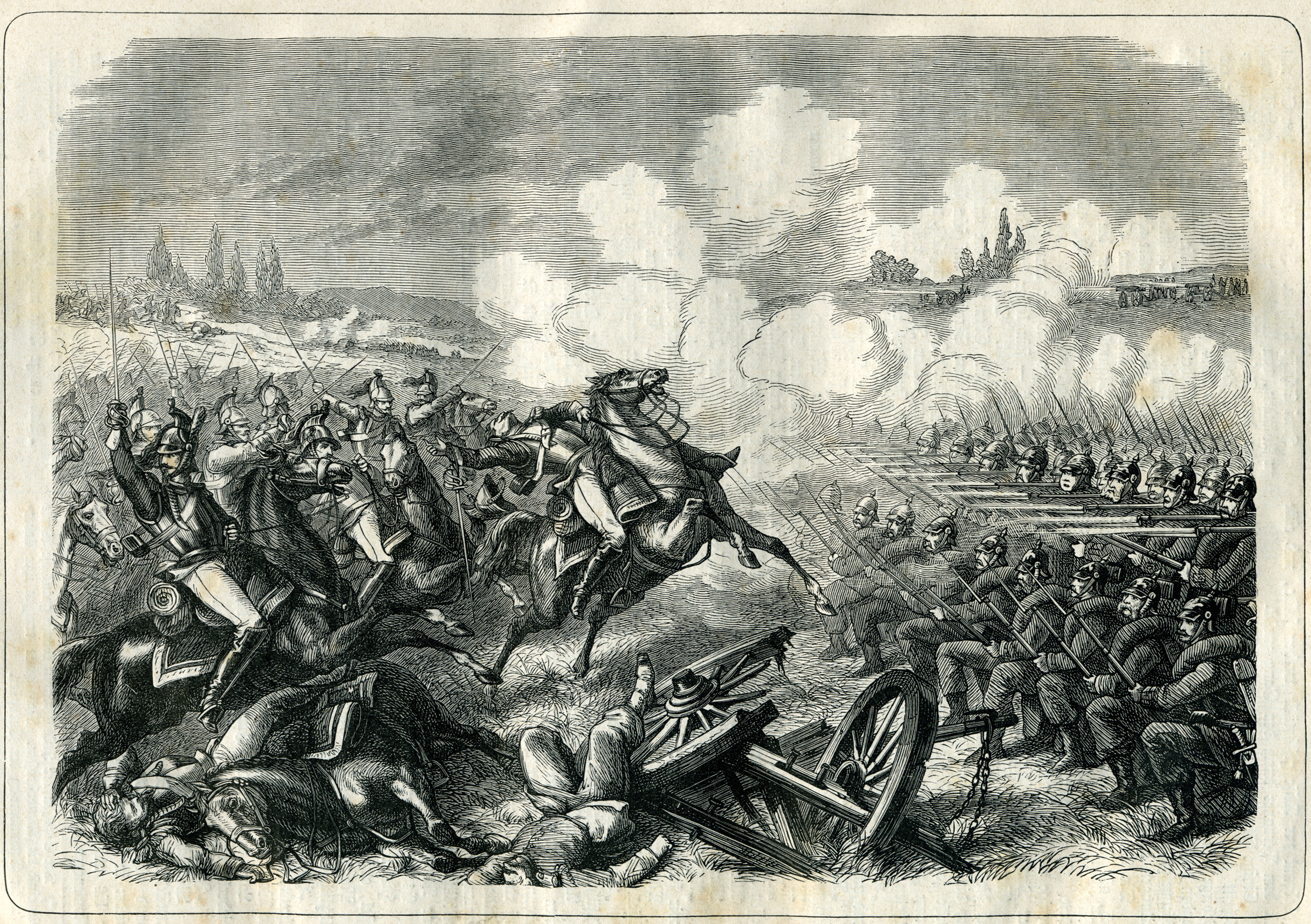
6 août : bataille de Frœschwiller-Wœrth.

- 30 juillet : abolition du concordat de 1855 en Autriche-Hongrie[45]. Le cardinal Schwarzenberg, archevêque de Prague, prend la tête de l’opposition catholique.
- Août : défaites françaises face aux Prussiens et à leurs alliés à Wissembourg, Forbach-Spicheren, Frœschwiller-Wœrth et Saint-Privat-la-Montagne[46].

- 2 septembre : Napoléon III, encerclé à Sedan, capitule[47].
- 4 septembre : l’Assemblée proclame la déchéance de Napoléon III et l’établissement de la République en lieu et place de l’Empire[47]. Formation d’un gouvernement provisoire, le Gouvernement de la Défense nationale.
- 19 septembre : début du siège de Paris par les troupes Allemandes[47].

- 20 septembre : la prise de Rome provoque l'annexion de la ville au royaume d'Italie, et le décret du 9 octobre  mettant fin à l'existence des États pontificaux et du pouvoir temporel des Papes[48].Le 20 septembre 1870, les troupes piémontaises prennent Rome en y pénétrant par la brèche de la Porta Pia. Peinture de Carlo Ademollo.

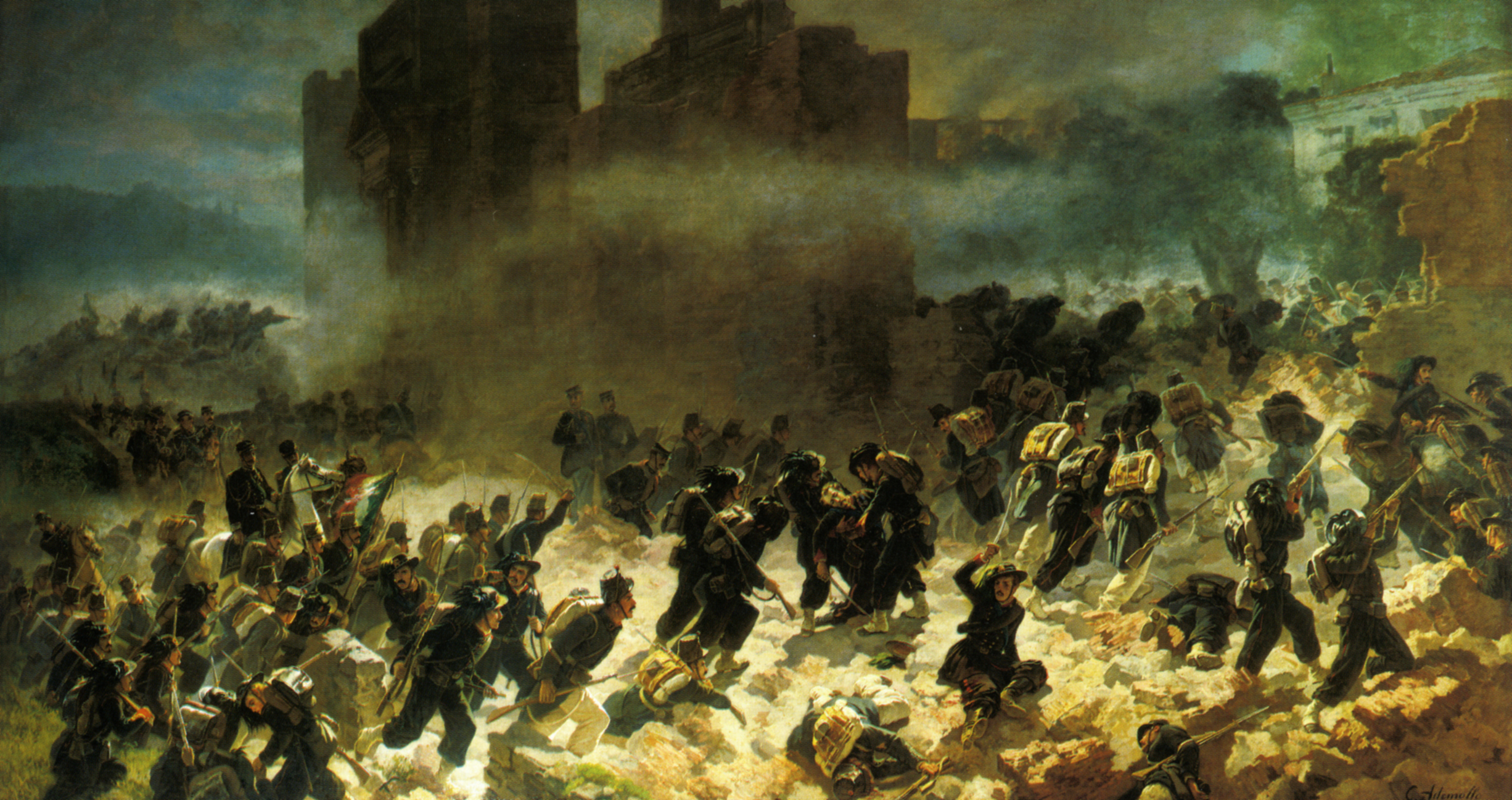
Le 20 septembre 1870, les troupes piémontaises prennent Rome en y pénétrant par la brèche de la Porta Pia. Peinture de Carlo Ademollo.

- 28 septembre : capitulation de Strasbourg assiégée par les Allemands depuis le 9 août[47]. Échec d’une insurrection bakouniniste à Lyon[49].
- 7 octobre : Léon Gambetta, ministre de l’Intérieur quitte Paris en ballon et atterrit à Montdidier dans la Somme ; il tente de créer de nouvelles armées[50].
- 9 octobre : fin de facto des États pontificaux, qui sont réunis à l’Italie[51].
- 20 octobre : Pie IX interrompt le Concile Vatican I à la suite de la prise de Rome. Il ne sera jamais repris[44].
- 27 octobre : le maréchal Bazaine capitule à Metz[50].
- 16 novembre : les Cortès approuvent la candidature d’Amédée de Savoie comme roi d’Espagne (fin de règne en 1873). La candidature de Léopold de Hohenzollern-Sigmaringen au trône d’Espagne (3 juillet) est à l’origine de la guerre franco-prussienne. Le prince Amédée d’Aoste, fils du roi d’Italie finit par recevoir la couronne des Cortes, mais Juan Prim est assassiné le jour même de son arrivée en Espagne le 30 décembre[52].
- Novembre : traités signés après la victoire militaire de la Prusse. Le grand-duché de Bade et la Hesse (15 novembre), la Bavière (23 novembre) et le Wurtemberg (25 novembre) adhèrent à la Confédération de l'Allemagne du Nord[53]. Seules Hambourg et Brême conservent leur propre régime tarifaire en dehors du Zollverein.
- 13 décembre : création du parti catholique (Zentrum) en Allemagne pour défendre les intérêts catholiques face à la Prusse protestante[54].

## Naissances en 1870
- 2 janvier : 
  - Efisio Giglio-Tos, photographe et universitaire italien, fondateur de la Corda Fratres († 6 janvier 1941).
  - Maurice Herbster, aéronaute et pionnier de l'aviation français († 31 août 1951).
- 4 janvier : Percy Pitt, compositeur, chef d'orchestre, pianiste et organiste britannique († 23 novembre 1932).
- 6 janvier : Nat Butler, coureur cycliste sur piste américain († 24 mai 1943).
- 10 janvier : Marie-Jeanne Brémond, peintre française († 27 juillet 1926).
- 13 janvier : Henryk Opienski, musicologue, violoniste, chef de chœur et compositeur polonais († 21 janvier 1942).
- 16 janvier : Albert Fish, tueur en série et cannibale américain († 16 janvier 1936).
- 18 janvier : Paul Albert Laurens, peintre français († 27 septembre 1934).
- 20 janvier : Guillaume Lekeu, compositeur belge († 21 janvier 1894).
- 22 janvier : Charles Tournemire, compositeur et organiste français († 4 novembre 1939).
- 25 janvier : Henry Bordeaux, écrivain français († 29 mars 1963).
- 26 janvier : Constant Huret, coureur cycliste français († 18 septembre 1951).
- 29 janvier : Arkadi Rylov, peintre russe puis soviétique († 22 juin 1939).
- 30 janvier : Pierre Bracquemond, peintre et dessinateur français († 29 janvier 1926).

- 4 février : Raoul Warocqué, capitaliste belge († 28 mai 1917).
- 7 février :
  - Alfred Adler, psychologue et médecin autrichien († 28 mai 1937).
  - Cornelis Dopper, compositeur et chef d'orchestre néerlandais († 19 septembre 1939).
  - Maurice Grün, peintre russe naturalisé français († 20 janvier 1947).
- 10 février : Tancrède Synave, peintre français († 1936).
- 12 février : Casimir Raymond, peintre français († 21 novembre 1965).
- 13 février : Leopold Godowsky, pianiste polonais naturalisé américain († 21 novembre 1938).
- 15 février : Fausto Eliseo Coppini, peintre italien († 7 juin 1945).
- 21 février :
  - Manuel Gómez-Moreno, archéologue, historien de l'art et écrivain espagnol († 17 juin 1970).
  - Charles Peccatte, peintre français († 3 mars 1962).
- 24 février : Jules Saliège, cardinal français, archevêque de Toulouse († 4 novembre 1956).
- 25 février : Gilbert Galland, peintre orientaliste français († 14 août 1950).
- 27 février : Jūlijs Madernieks, peintre, graphiste et architecte d'intérieur letton († 19 juillet 1955).
- ? février : Marie-Thérèse Dethan-Roullet, peintre française († octobre 1945).

- 3 mars :
  - Charles Lacoste, peintre français († 1er mars 1959).
  - Émile Mauchamp, médecin français († 19 mars 1907).
- 5 mars : Aladár Székely, photographe hongrois († 27 septembre 1940).
- 6 mars : Oscar Straus, compositeur autrichien († 11 janvier 1954).
- 8 mars :
  - Michel Simonidy, peintre, illustrateur, décorateur et affichiste roumain († 1933).
  - Ivan Skvortsov-Stepanov, militant bolchévique russe puis soviétique († 8 octobre 1928).
- 10 mars : David Riazanov, marxiste et marxologue russe puis soviétique († 25 janvier 1938).
- 19 mars : Cheche (José Marrero Bez), matador mexicain († 11 août 1909).
- 21 mars : Heinrich Waentig, économiste et homme politique allemand († 22 décembre 1943).
- 25 mars : O. B. Clarence, acteur britannique († 2 octobre 1955).
- ? mars : Francis Boggs, acteur, réalisateur, scénariste et producteur de cinéma américain († 27 octobre 1911).

- 5 avril :
  - Henri Ferdinand Bellan, peintre français († 12 juillet 1922).
  - Henri Rudaux, peintre, lithographe, illustrateur et affichiste français († 14 novembre 1927).
- 6 avril : Henri Morisset, peintre français († 15 novembre 1956).
- 7 avril : Joseph Ryelandt, compositeur et professeur de musique belge († 29 juin 1965).
- 14 avril : Nariman Narimanov, homme politique et écrivain russe puis soviétique († 19 mars 1925).
- 18 avril : Vladimir Ilitch Lénine, révolutionnaire et homme d’État russe puis soviétique († 21 janvier 1924).
- 21 avril : Ferdinand Payan, coureur cycliste français († 17 mai 1961).
- 24 avril :
  - Friedrich Kühne, acteur austro-allemand († 13 octobre 1958).
  - János Thorma, peintre hongrois († 5 décembre 1937).
- 28 avril :
  - Cecil Aldin, peintre et illustrateur britannique († 6 janvier 1935).
  - Tony Minartz, peintre, dessinateur, illustrateur et graveur français († 13 décembre 1944).
  - Antonio Reverte, matador espagnol († 13 septembre 1903).
- 30 avril :
  - Franz Lehar, compositeur autrichien († 24 octobre 1948).
  - Victor Tardieu, peintre français († 12 juin 1937).

- 2 mai : Johann Georg van Caspel, peintre, architecte, illustrateur et affichiste néerlandais († 6 février 1928).
- 3-4 mai : Alexandre Benois, peintre russe († 9 février 1960).
- 4 mai : Zygmunt Stojowski, pianiste et compositeur polonais († 5 novembre 1946).
- 5 mai : Ferdinand Luigini, graveur et peintre français († 31 janvier 1943).
- 7 mai : Raymond Tournon (père), peintre, illustrateur et affichiste français († 17 février 1919).
- 9 mai :
  - Hans Baluschek, peintre, illustrateur et écrivain allemand († 28 septembre 1935).
  - Eugène Brouillard, peintre français († 15 avril 1950).
- 14 mai : Marguerite Charrier-Roy, peintre française († 18 avril 1964).
- 15 mai : Giovanni Battista Ciolina, peintre italien († 29 mai 1955).
- 16 mai :
  - Marius Roux-Renard, peintre français († 1936).
  - Antonín Slavíček, peintre impressionniste austro-hongrois († 1er février 1910).
- 17 mai :
  - Paul-François Berthoud, peintre et graveur français († 1939).
  - André Dauchez, peintre, dessinateur et illustrateur français († 15 mai 1948).
- 27 mai : Lionel Palairet, joueur de cricket amateur anglais († 27 mars 1933).

- 1er juin : Frank Cooley, réalisateur, scénariste et acteur américain († 6 juillet 1941).
- 3 juin : Émile Bouhours, coureur cycliste français († 7 octobre 1953).
- 4 juin : Octave Join-Lambert, archéologue et peintre français († 1er janvier 1956).
- 10 juin : Jules Chadel, peintre, dessinateur et graveur français († 16 décembre 1941).
- 11 juin : Jeanne Granès, peintre, dessinatrice, lithographe, enseignante et militante féministe française († 22 mars 1923).
- 13 juin : Jules Bordet, médecin et microbiologiste belge († 6 avril 1961).
- 20 juin :
  - Georges Dufrénoy, peintre post-impressionniste français († 9 décembre 1943).
  - Ignacio Zuloaga, peintre espagnol († 31 octobre 1945).
- 21 juin :
  - Antonio Dattilo Rubbo, peintre et professeur d'art italien puis australien († 1er juin 1955).
  - Julio Ruelas, peintre, graveur et illustrateur mexicain († 16 septembre 1907).
- 23 juin : Sergueï Rozanov, clarinettiste russe puis soviétique († 31 août 1937).
- 25 juin : Prince Youngsun, homme politique coréen († 22 mars 1917).
- 30 juin : Simon Bussy, peintre et pastelliste français († 22 mai 1954).

- 3 juillet : Leonid Krassine, dirigeant bolchevik russe puis soviétique († 24 novembre 1926).
- 4 juillet : Barbra Ring, romancière norvégienne († 16 mai 1955).
- 5 juillet : Pieter Dupont, aquarelliste, peintre, dessinateur, graveur, créateur de livres, pastelliste, designer et professeur néerlandais († 7 février 1911).
- 7 juillet : Albert Larteau, peintre français († 10 juillet 1949).
- 16 juillet : Heinrich Albert, guitariste et compositeur allemand († 12 mars 1950).
- 21 juillet : Emil Orlik, peintre, graveur, lithographe et illustrateur austro-hongrois puis allemand († 28 septembre 1932).
- 22 juillet :
  - Tita Gori, peintre italien († 24 mai 1941).
  - Augustin Hanicotte, peintre français († 11 août 1957).
- 27 juillet : Jean Peské, peintre et graveur français d'origine polonaise († 21 mars 1949).
- 28 juillet : Henri Jaspar, avocat et homme d'État belge († 15 février 1939).

- 1er août : Victor-Ferdinand Bourgeois, peintre et dessinateur français († 6 octobre 1957).
- 4 août : Harry Lauder, artiste et amuseur écossais († 26 février 1950).
- 12 août : Émile Moselly, écrivain régionaliste lorrain, prix Goncourt 1907 († 2 octobre 1918).
- 14 août :
  - Georges d'Espagnat, peintre, illustrateur et graveur français († 17 avril 1950).
  - Léon Fort, peintre français († 15 août 1965).
- 19 août :
  - Bernard Baruch, homme d'affaires et homme politique américain († 20 juin 1965).
  - Louis Haas, peintre orientaliste français († 6 février 1923).
- 20 août : Edward Stanley Kellogg, homme politique américain († 8 janvier 1948).
- 21 août : Edmond Malherbe, compositeur français de musique classique († 7 mars 1963).
- 24 août : Youssef Khan Nazare-Aga, compositeur français († 17 juin 1942).
- 26 août : Lucien d'Eaubonne, sculpteur, peintre et graveur en médailles français († 27 juillet 1914).
- 30 août : Bautista Saavedra Mallea, avocat, professeur universitaire, sociologue, journaliste, homme politique et diplomate bolivien († 1er mai 1939).
- 31 août : Maria Montessori, médecin et pédagogue italienne, créatrice des « Maisons des Enfants » († 6 mai 1952).

- 1er septembre : Jan Dědina, peintre austro-hongrois puis tchécoslovaque († 14 janvier 1955).
- 7 septembre : Frank Carrel,  éditeur, homme d'affaires et homme politique canadien († 30 juillet 1940).
- 9 septembre : Ida von Plomgren, féministe suédoise († 26 mars 1960).
- 12 septembre : Gao Lingwei, homme politique chinois († 4 mars 1940).
- 17 septembre : Georges de Castillon de Saint-Victor, aéronaute, homme politique et jésuite français († 20 septembre 1962).
- 18 septembre : Jacob Belsen, peintre, dessinateur, graveur, dessinateur, caricaturiste et illustrateur russo-letton († 29 septembre 1937).
- 20 septembre :
  - Matej Sternen, peintre austro-hongrois puis yougoslave († 28 juin 1949).
  - Louis Denis-Valvérane, peintre et illustrateur français († 11 avril 1943).
- 23 septembre : Tsuchiya Koitsu, artiste et peintre japonais de l’école Shin-Hanga († 13 novembre 1949).
- 25 septembre :
  - Octave Linet, peintre français († 9 novembre 1962).
  - Guillaume Seignac, peintre français († 2 octobre 1924).
  - Martha Stettler, peintre suisse († 16 décembre 1945).
- 26 septembre : Christian X de Danemark, roi de Danemark et d'Islande († 20 avril 1947).
- 28 septembre : Florent Schmitt, compositeur français († 17 août 1958).
- 30 septembre : Thomas W. Lamont, banquier américain († 2 février 1948).

- 3 octobre :
  - Serafima Blonskaïa, peintre et professeur d'art russe puis soviétique († 9 août 1947).
  - Alexandre Varenne, homme politique français († 16 février 1947).
- 8 octobre : Louis Vierne, né à Poitiers, compositeur et organiste français († 2 juin 1937).
- 16 octobre : Louis Nattero, peintre marseillais († 10 novembre 1915).
- 20 octobre : Charles Frederick Goldie, peintre néo-zélandais († 11 juillet 1947).
- 21 octobre : Rafael Calleja Gómez, compositeur espagnol de zarzuelas († 12 février 1938).
- 22 octobre : Ivan Bounine, écrivain russe et prix Nobel de littérature († 8 novembre 1953).
- 23 octobre : Joanny-Philippe Lagrula, astronome français († 31 octobre 1943).
- 25 octobre : Hector Dufranne, chanteur d'opéra belge († 1951).
- 30 octobre : Lawrence Grant, acteur britannique († 19 février 1952).
- 31 octobre : Gustave Assire, peintre, aquarelliste et illustrateur français († 1941).

- 4 novembre :
  - Julian Bourdeu, homme politique argentin († 3 février 1932).
  - Eugeniusz Dąbrowa-Dąbrowski, peintre et architecte polonais († 23 novembre 1941).
- 5 novembre : Chitta Ranjan Das, avocat et homme politique indien († 16 juin 1925).
- 6 novembre : Jean Coraboeuf, peintre et graveur français († 6 février 1947).
- 7 novembre : Constantin Artachino, peintre roumain d'origine kurde († 9 février 1954).
- 9 novembre : Carlos Padrós, pionnier du football espagnol († 30 décembre 1950).
- 12 novembre : Edward Ellis, acteur américain († 26 juillet 1952).
- 18 novembre : Jack Richardson, acteur américain († 12 juin 1960).
- 25 novembre : Maurice Denis, peintre, décorateur, graveur, théoricien et historien de l'art français († 13 novembre 1943).

- 10 décembre :
  - Pierre Louÿs, écrivain français († 4 juin 1925).
  - Ferdynand Ruszczyc, peintre, imprimeur et scénographe polonais († 30 octobre 1936).
- 14 décembre : Italico Brass, peintre italien († 16 août 1943).
- 21 décembre : « Minuto » (Enrique Vargas González), matador espagnol († 20 juin 1930).
- 24 décembre : Rosario Scalero, violoniste, professeur de musique et compositeur italien († 25 décembre 1954).
- 25 décembre : Lloyd Hildebrand, coureur cycliste britannique († 1er avril 1924).
- 31 décembre : Mbah Ghoto, indonésien qui affirme être le doyen de l'humanité († 30 avril 1917).

- Date précise inconnue :
  - Fernand Alkan-Lévy, peintre français († 1941).
  - Emmanuel Barcet, peintre, dessinateur, aquafortiste, affichiste et humoriste français († 1940).
  - Mohamed Ben Teffahi, musicien algérien († 19 avril 1944).
  - Léon Bonhomme, peintre français († 28 août 1924).
  - Marie Butts, pédagogue française († 1953).
  - Paul-Édouard Crébassa, peintre et lithographe français († 1912).
  - Annie Londonderry, aventurière américaine, première femme à faire le tour du monde à bicyclette († 1947).
  - Doktor Nâzım, dirigeant des Jeunes-Turcs et ministre de l'Éducation publique ottoman († 26 août 1926).
  - Oshita Tojiro, peintre japonais († 1911).
  - Guillaume Seignac, peintre français de l'École d'Écouen († 1924).
  - Valentine Val, peintre française († 1943).

- Vers 1870 :
- Hassan Modarres, homme politique et religieux iranien († 1er décembre 1937).

## Décès en 1870
- 15 janvier : Sylvain Salnave, président de la République d'Haïti (° 7 février 1826).
- 18 janvier : Moshoeshoe Ier, chef suprême du Basutoland (° 1786).
- 20 janvier : Claude Soulary, peintre d'histoire français (° 15 octobre 1792).
- 29 janvier : Léon Curmer, éditeur français (° 17 décembre 1801).

- 1er février : Auguste Regnaud de Saint-Jean d'Angély, maréchal de France et vice-président du Sénat, depuis 1851 (° 30 juillet 1794).
- 25 février : Louis-Jacques-Maurice de Bonald, archevêque de Lyon (° 30 octobre 1787).

- 9 mars : Théodore Labarre, compositeur et virtuose de la harpe français (° 5 mars 1805).
- 13 mars : Charles de Montalembert, (comte), écrivain français, journaliste et homme politique (catholique libéral) (° 15 avril 1810).
- 15 mars : Jean-Victor Schnetz, peintre français (° 14 avril 1787).
- 18 mars : Joaquín Gaztambide, compositeur et chef d'orchestre espagnol (° 7 février 1822).
- 23 mars : 
  - Jean-Charles Langlois, militaire et peintre français (° 22 juillet 1789).
  - Louis Paternostre : peintre belge (° 1824).
- 26 mars : Raymond Quinsac Monvoisin, peintre français (° 31 mai 1790).

- 8 avril : Charles-Auguste de Bériot, compositeur et violoniste belge (° 20 février 1802).
- 11 avril : Justo José de Urquiza, militaire et homme politique espagnol puis argentin (° 18 octobre 1801).
- 13 avril : Anatole Dauvergne, peintre, journaliste, écrivain, historien et archéologue français (° 28 septembre 1812).
- 19 avril : Camille-Marie Stamaty, pianiste, compositeur et pédagogue français (° 13 mars 1811).
- 30 avril : Eftimie Murgu, juriste, avocat, professeur de philosophie et homme politique roumain (° 28 décembre 1805)

- 8 mai : Abel-François Villemain, universitaire et homme politique français (° 9 juin 1790).
- 12 mai : Benedikt Waldeck, homme politique allemand (° 31 juillet 1802).
- 15 mai : Harro Paul Harring, révolutionnaire, poète et peintre allemand (° 28 août 1798).
- 26 mai : Charles-François Plantade, musicien français, fondateur de la Société des concerts du Conservatoire et de la Société des auteurs et compositeurs de musique (° 14 avril 1787).

- 4 juin : Felipe Varela, agriculteur et militaire argentin (° 1821).
- 7 juin : Pedro de Araújo Lima, homme politique brésilien (° 22 décembre 1793).
- 9 juin : Charles Dickens, écrivain britannique (° 7 février 1812).
- 12 juin : Agustín Perera, matador espagnol (° 16 août 1836).
- 20 juin : Jules de Goncourt, écrivain français (° 17 décembre 1830).
- 24 juin : Adam Lindsay Gordon, poète, jockey et homme politique britannique (° 19 octobre 1833).
- 16 juillet : David Lévi Alvarès, pédagogue français (° 7 octobre 1794)
- 18 juillet : Théodore Lacordaire, entomologiste belge d'origine française (° 1er février 1801).
- 22 juillet : Josef Strauss, compositeur autrichien (° 20 août 1827).
- 23 juillet : William Mactavish, représentant d'origine écossaise de la Compagnie de la Baie d'Hudson (° 29 mars 1815).
- 24 juillet : Pierre Dupont, poète français (° 23 avril 1821).

- 6 août : Eugène Lepoittevin, peintre, graveur, illustrateur et caricaturiste français (° 31 juillet 1806).

- 11 septembre :
  - François-Barthélemy-Marius Abel, peintre français (° 28 février 1832).
  - Eugenio Lucas Velázquez, peintre espagnol (° 9 février 1817).
- 12 septembre : Moritz von Lavergne-Peguilhen, essayiste, administrateur et homme politique prussien (° 6 octobre 1801).
- 13 septembre : Orla Lehmann, homme politique danois (° 15 mai 1810).
- 20 septembre : Nicola Palizzi, peintre italien (° 20 février 1820).
- 22 septembre : Louis Rémy Mignot, peintre américain d'origine française (° 3 février 1831).
- 23 septembre : Prosper Mérimée, écrivain français (° 28 septembre 1803).
- 26 septembre : Joseph Fricero, peintre français (° 4 décembre 1807).

- 1er octobre : Luigi Cibrario, historien italien (° 23 février 1802).
- 28 octobre : Jean-Pierre Falret, psychiatre français (° 1794).
- ? octobre : Joséphine Clofullia, femme à barbe (° 25 mars 1831).

- 3 novembre : Octave Penguilly L'Haridon, peintre, graveur et illustrateur français (° 4 avril 1811).
- 7 novembre : Francis Cornwall Sherman, homme politique américain (° 18 septembre 1805).
- 12 novembre : Auguste Duméril, zoologiste français (° 30 novembre 1812).
- 24 novembre : Isidore Ducasse, Comte de Lautréamont, écrivain français (° 4 avril 1846).
- 28 novembre : Frédéric Bazille, peintre français (° 6 décembre 1841).

- 5 décembre : Alexandre Dumas père, romancier et dramaturge français (° 24 juillet 1802).
- 8 décembre : Max Emanuel Ainmiller, peintre et maître-verrier bavarois (° 24 juillet 1802).
- 9 décembre : Louise-Joséphine Sarazin de Belmont, peintre paysagiste française (° 14 février 1790).
- 16 décembre : Alexeï Lvov, compositeur russe (° 25 mai 1798).
- 17 décembre : Félix Désiré Dehèque, helléniste français (° 9 octobre 1794).
- 18 décembre :
  - Feodor Dietz, peintre allemand (° 29 mai 1813).
  - Eugène Ketterer, pianiste et compositeur français (° 7 juillet 1831)..
- 31 décembre : Giuseppe Molteni, peintre italien (° 1800).

- Date inconnue :
  - Achille Leonardi, peintre italien (° vers 1800).